# Byeonhan
Byeonhan eller Byeonjin (hanja: 弁韓, hangul: 변한) var en løs føderation af mikrostater og stammer, som eksisterede fra omkring 1. århundrede f.Kr. til det 3. århundrede på den sydlige del af Koreahalvøen. Byeonhan hævdede, som Mahan og Jinhan, at være Jin-statens efterfølger. De tre stater har fået fællesbetegnelsen Samhan ("Tre Han").

## Historie
Den tidlige periode, som kaldes Koreas tre kongedømmer, er nogen gange omtalt som perioden med De tidlige tre kongedømmer.
Byeonhan, som de andre Samhan-stater, havde sin oprindelse fra Jin-staten i det sydlige Korea. Arkæologiske udgravninger indikerer en voksende militær aktivitet og våbenproduktion i Byeonhan i 200-tallet, særlig en voksende produktion og brug af pilespidser af jern og kyras. Dette kan ses i sammenhæng med Byeonhan svækkede stilling, og en styrkelse af den mere centraliserede Gaya-føderation, som de fleste Byeonhan-stater tilsluttede sig. Den sidste del af Byeonhan blev annekteret af Silla i 562.

## Kultur og handel
Kinesiske Sanguo Zhi skriver, at sproget og kulturen i Byeonhan i hovedsagen var det samme som i Jinhan, og udgravninger viser små forskelle. Byeonhan kan henvise til stammerne syd og vest for floddalen i tilknytning til Nakdong-floden, som ikke var formelle medlemmer af Jinhan.
Ifølge Sanguo Zhi var Byeonhan kendt for jernproduktion, det eksporterede jern til Han-kommanderierne i nord, Yamato-Japan og resten af Koreahalvøen. Det var også et center for stengodsproduktion.

## Mikrostater
Ifølge Sanguo Zhi bestod Byeonhan af 12 mikrostater:
- Mirimidong ((koreansk) 미리미동국/彌離彌凍國), senere Miryang.
- Jeopdo ((koreansk) 접도국/接塗國), senere Haman.
- Gojamidong ((koreansk) 고자미동국/古資彌凍國), senere Goseong.
- Gosunsi ((koreansk) 고순시국/古淳是國), senere Jinju, Sacheon eller Goseong.
- Ballo ((koreansk) 반로국/半路國), senere Seongju.
- Nangno ((koreansk) 낙노국/樂奴國), senere Hadong eller Namhae.
- Gunmi ((koreansk) 군미국/軍彌國), senere Sacheon.
- Mioyama ((koreansk) 미오야마국/彌烏邪馬國), senere Goryeong.
- Gamno ((koreansk) 감로국/甘路國), senere Gimcheon.
- Guya ((koreansk) 구야국/狗邪國), senere Gimhae.
- Jujoma ((koreansk) 주조마국/走漕馬國), senere Gimcheon.
- Anya ((koreansk) 안야국/安邪國), senere Haman.
- Dokgno ((koreansk) 독로국/瀆盧國), senere Dongnae.